# Pod niebem Sycylii
Pod niebem Sycylii (wł. In nome della legge) – włosko-francuski dramat obyczajowy z 1949 roku w reżyserii Pietro Germiego. Obraz zaliczany jest do nurtu tzw. włoskiego neorealizmu.

## Fabuła
Głównym bohaterem filmu jest młody, pryncypialny sędzia, który zostaje oddelegowany do pracy na sycylijskiej prowincji, kontrolowanej przez lokalną mafię. W nieprzyjaznym dla siebie otoczeniu Guido Schiavi próbuje stawić czoła wszechogarniającej korupcji i zorganizowanej przestępczości.

## Obsada
- Massimo Girotti jako Guido Schiavi
- Jone Salinas jako baronowa Teresa Lo Vasto
- Camillo Mastrocinque jako baron Lo Vasto
- Charles Vanel jako Turi Passalacqua
- Saro Urzì jako marszałek Grifò
- Turi Pandolfini jako don Fifì
- Umberto Spadaro jako prawnik Faraglia
- Saro Arcidiacono jako kanclerz

## Produkcja
Zdjęcia kręcono w miejscowości Sciacca (prowincja Agrigento) na Sycylii.